# Open Journal Systems
Open Journal Systems (дослівно з англійської «Відкриті Журнальні Системи», скорочено OJS) — багатожурнальна електронна відкрита журнальна система, програмне забезпечення з відкритим початковим кодом для ведення рецензованих журналів, створене «Public Knowledge Project» та випущене за ліцензією GNU General Public License.

## Дизайн
OJS було розроблено для сприяння розвитку рецензованих публікацій з відкритим доступом, надання технічної інфраструктури не лише для презентації в Інтернеті журнальних статей, але і для усього процесу редакційного керування, в тому числі подання статті, кілька-разового рецензування, а також індексації. OJS спирається на осіб, що виконують різні функції, такі, як редактор, директор журналу, рецензент, автор, читач і т. д.
Програмне забезпечення є архітектурою з додатками, так як і інші проєкти, що підтримуються спільнотою, такі як наприклад WordPress, що дозволяє легко інтегруватися новим можливостям без необхідності зміни усієї бази коду ядра.
Деякі додатки зі складу OJS включають інструменти для полегшення індексації в Google Академія та PubMed Central, додаток, що надає інформаційні потоки RSS/Atom, додаток «COUNTER», що дозволяє вести статистику та формувати звіти й багато іншого. OJS також сумісні з LOCKSS, що допомагає забезпечити постійне архівування та постійний доступ до змісту журналу.
Для поліпшення взаємодії з читачем, в PKP розроблено ряд інструментів для читання (Reading Tools), які забезпечують доступ до відповідних досліджень, історій у ЗМІ, державної політики й т.п. у бази даних відкритого доступу.

## Версії
OJS випущено у 2001 році, станом на 4 березня 2013 року доступна стабільна версія 2.4.2.
22 жовтня 2015 року вийшла версія 2.4.7.
5 лютого 2016 року вийшла версія 2.4.8.
31 серпня 2016 року вийшло масштабне оновлення видавничої платформи версії 3.0.0.
1 лютого 2017 року вийшла стабільна версія 3.0.2 (англ. Production Release)
28 лютого 2019 року вийшла стабільна версія 3.1.2
30 квітня 2020 року вийшла стабільна версія 3.2.0-3
OJS написана на PHP, використовують бази даних або MySQL або ж PostgreSQL, і можуть бути розміщені на вебсерверах з UNIX-подібною чи Windows ОС.

## Міжнародне співтовариство користувачів
Навколо OJS утворилося сильне співтовариство користувачів, що вносить вагомий вклад у розробку. Багато активних учасників, що внесли значні вдосконалення до проекту, з Бразильського інституту інформації в науці й техніці (IBICT), з Журналу медичних досліджень в Інтернеті, та інші. Все більша кількість публікацій та документації доступна на вебсайті проекту.

## Переклади
OJS перекладені більше, ніж 40 мовами (з різним ступенем завершення), в тому числі українською. Усі переклади створені та підтримується спільнотою користувачів OJS.

## Суспільне використання
«Public Knowledge Project» також тісно співпрацює з «Міжнародною мережею за доступність наукових публікацій» (INASP) для спільної розробки порталів наукових досліджень у Африці, Бангладеші, Непалі та В'єтнамі.
OJS а також видавнича система Erudit, використовуються у проекті Synergies для створення наукового порталу канадських соціальних наук й гуманітарних досліджень. OJS також використовується для порталів досліджень у Бразилії та в Каталонії (Іспанія).

### Статистика використання
Станом на січень 2010 року OJS використовується щонайменше для 5 тисяч журналів в усьому світі. Вибірковий перелік журналів OJS є на вебсайті PKP.

### В Україні
Діючі системи відкритих журналів на платформі «Open Journal Systems» в Україні:
- Психосоматична медицина та загальна практика[20]
- Інформаційні технології і засоби навчання [Архівовано 8 грудня 2015 у Wayback Machine.]
- Біологічний вісник Мелітопольського державного педагогічного університету імені Богдана Хмельницького [Архівовано 16 січня 2021 у Wayback Machine.]
- Вісті вищих навчальних закладів. Радіоелектроніка (Известия высших учебных заведений. Радиоэлектроника) [Архівовано 23 грудня 2021 у Wayback Machine.]

Електронні журнали на платформі «Open Journal Systems», що діють на базі Київського університету імені Бориса Грінченка:
- Синопсис: текст, контекст, медіа [Архівовано 12 липня 2013 у Wayback Machine.]
- Літературний процес: методологія, імена, тенденції
- Studia Philologica
- Наукові доробки магістрантів [Архівовано 15 квітня 2022 у Wayback Machine.]

Електронні наукові видання на платформі «Open Journal Systems» Львівського національного університету імені Івана Франка:
- Вісники Львівського університету [Архівовано 12 травня 2020 у Wayback Machine.]
- Збірники наукових праць Львівського університету [Архівовано 29 квітня 2020 у Wayback Machine.]
- Журнали Львівського університету [Архівовано 10 червня 2020 у Wayback Machine.]